# جنبش آسمان تاریک
جنبش آسمان تاریک پویشی برای کاهش آلودگی نوری است. مزایای کاهش آلودگی نور عبارتند از افزایش شمار ستاره‌های قابل رؤیت در شب، کاهش اثرات روشنایی مصنوعی بر محیط زیست، بهبود رفاه، سلامتی و ایمنی انسان و حیات وحش و کاهش مصرف انرژی. ساعت زمین و هفته ملی تاریک آسمان دو نمونه از چنین تلاش‌هایی است.
این جنبش با اخترشناسان حرفه‌ای و آماتور آغاز شد و هشدار داد که آسمان‌تابی شبانه از مناطق شهری باعث کاهش نور ستارگان می‌شود. به عنوان مثال، رصدخانه پالومار در کالیفرنیا توسط نور آسمانخراشی از شهر اسکاندیدو که در نزدیکی آن قرار دارد تحت تأثیر قرار گرفته و فعالیت رصدی آن تهدید می‌شود.
حیوانات شب‌زی نیز ممکن است از آلودگی نوری آسیب ببینند، زیرا آن‌ها به لحاظ زیست شناختی به میزان معینی از ساعات شب و روز در محیط وابسته هستند و تداخل در این الگو می‌تواند به آن‌ها آسیب برساند. نور بیش از حد آسمان شب بر این موجودات (به خصوص پرندگان) تأثیر می‌گذارد این مطالعات که در موضوع اثر تاریکی بر موجودات زنده متمرکز است را زیست‌شناسی تاریکی می‌نامند. آلودگی نور نیز بر روی ریتم‌های شبانه‌روزی انسان تأثیر می‌گذارد. جنبش آسمان تاریک، استفاده از تجهیزات کاهش نور را که در مناطق عمومی نور را به سمت پایین متمرکز می‌کنند، تشویق می‌کند.

## نورپردازی در آسمان تاریک
نورپردازی آسمان تاریک یک مفهوم بسیار مهم برای جنبش آسمان تاریک است، زیرا آلودگی نوری را تا حد زیادی کاهش می‌دهد. این مفهوم در سال ۱۹۵۰ توسط شهر فلگ‌استف در آریزونا آغاز شد. فلگ‌استف شهری با بیش از ۷۰٬۰۰۰ نفر جمعیت است، اما به دلیل نورپردازی استاندارد، آسمان آن به حدی تاریک است که راه شیری را می‌توان در آسمان مشاهده کرد.

## آسمان‌تاب
بعضی از جوامع از این مشکل آگاه هستند و تلاش می‌کنند تا موجب کاهش نور نارنجی شوند. مقاله ای که در ۸ ژوئیه ۲۰۱۰ منتشر شد، بیان می‌کند که در شهر مریت واقع در ایالت بریتیش کلمبیای کانادا نورپردازی‌های اطراف شهر مورد اصلاح قرار گرفته‌اند و به عنوان مثال برای کاهش آلودگی نوری ساختمان‌های تجاری چراغ‌های متمرکز بر پایین برای آن‌ها نصب شده‌است. مزایای این تغییرات تکنولوژیکی عبارتند از: «صرفه جویی در انرژی از طریق چراغ‌های متمرکز بهتر، حفظ محیط زیست با کاهش نور اضافی که ممکن است بر فلور گیاهی و جانوری تأثیر گذار باشد، کاهش جرم و افزایش ایمنی با روشنایی بیشتر و کاهش خطرات سلامتی ناشی از افزایش مضاعف طول روز».

## زیست‌شناسی تاریکی
زیست‌شناسی تاریکی مطالعه نقش تاریکی در موجودات زنده است و نشان می‌دهد که تداوم تاریکی توسط آلودگی نوری تأثیرات مخربی برای جانداران دارد. تغییر عادات غذایی، تغییر رفتار تولید مثلی، رفتارهای مهاجرتی و رفتارهای اجتماعی از آن جمله‌اند. تقریباً ۳۰٪ از مهره داران و ۶۰٪ از بی مهرگان جزء جانواران شب‌زی هستند که رفتارهای روزمره آن‌ها به لحاظ زیست شناختی برای انطباق با تاریکی بی‌وقفه تکامل یافته‌است. سلامت انسان نیز از آلودگی نوری تأثیر می‌پذیرد. وجود نور در طول ساعات شب با سرطان‌های انسانی و اختلالات روانی ارتباط دارد.

## حفاظتگاه آسمان تاریک
در تاریخ ۶ فوریه ۲۰۱۲، ۳۵ حفاظت‌گاه رسمی آسمان تاریک شناخته شده بود که شامل کانادا به تنهایی ۱۵ حفاظت‌گاه را به خود اختصاص داده‌است. این حفاظت‌گاه‌ها در نوا اسکوشیا، نیوبرانزویک، کبک، انتاریو، ساسکاچوان، آلبرتا و بریتیش کلمبیا واقع شده‌است. کشورهای دیگر که دارای حفاظت‌گاه آسمان تاریک هستند شامل جمهوری چک، مجارستان، لهستان، اسلواکی، اسپانیا، انگلستان و ایالات متحده می‌باشند.
پارک‌ها توسط برنامه آسمان تاریک به منظور یادآوری این نکته که آسمان شب به همان اندازه آسمان روز اهمیت دارند ایجاد می‌شوند.